# Anișoara Cușmir-Stanciu

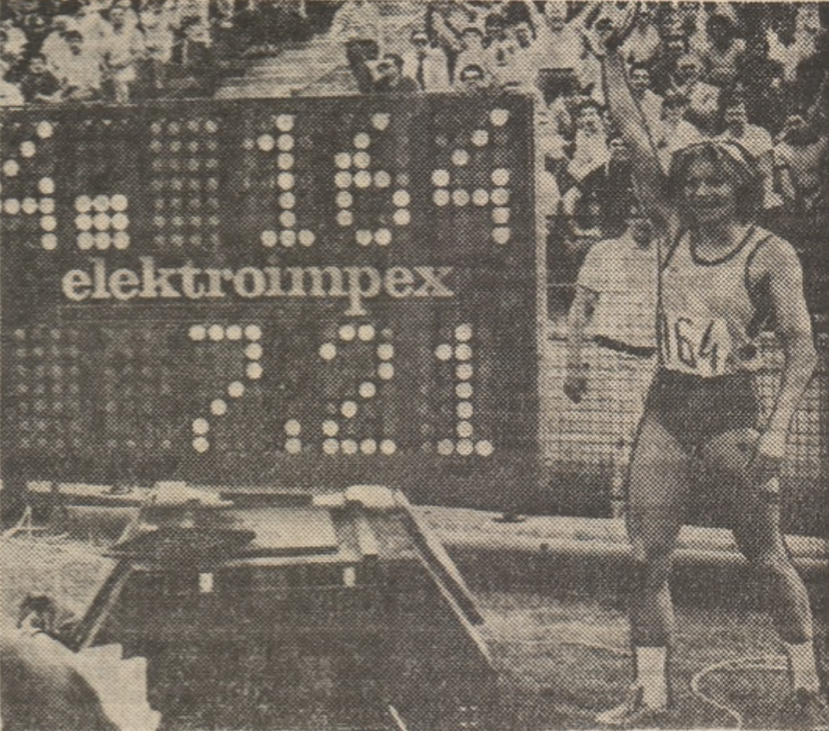
Anișoara Cușmir după ce a stabilit un nou record mondial (1983)

Anișoara Cușmir-Stanciu (n. 28 iunie 1962, Brăila, România) este o fostă atletă română, laureată cu aur la Los Angeles 1984 la săritură în lungime.

## Biografie
În plus, ea a câștigat medalia de argint la Campionatul European din 1982 de la Atena și la Campionatul Mondial din 1983 de la Helsinki. La Jocurile Olimpice din 1984 a cucerit aurul în fața lui Vali Ionescu.
A corectat de patru ori recordul mondial. Mai deține recordul național cu o săritură de 7,43 m.
Sportivă la Clubul „Steaua” în anul 1984 a primit gradul de locotenent, ulterior în 1988 a devenit locotenent major. După retragerea din activitatea competițională din motive medicale a devenit antrenoare la Secția de atletism a Clubului Steaua. A studiat la Colegiul Național „Gh. M. Murgoci” Brăila.
Asociația Presei Sportive a desemnat-o în 1983 „Cea mai buna sportivă română a anului”. Maestră a Sportului (1980), Maestră Emerită a Sportului (1982). În 2000 i-a fost conferit Ordinul Național „Serviciul Credincios” în grad de ofițer și în 2004 a primit Ordinul Meritul Sportiv clasa I. Din 2019 ea este cetățean de onoare al municipiului Brăila.
În perioada 2021-2025 Anișoara Cușmir a fost președintele Federației Române de Atletism (FRA).

## Realizări
| An   | Competiție           | Locație            | Loc | Note |
| ---- | -------------------- | ------------------ | --- | ---- |
| 1981 | Universiada          | București, România | 2   | 6,77 |
| 1982 | Campionatul European | Atena, Grecia      | 2   | 6,73 |
| 1983 | Universiada          | Edmonton, Canada   | 1   | 7,06 |
| 1983 | Campionatul Mondial  | Helsinki, Finlanda | 2   | 7,15 |
| 1984 | Jocurile Olimpice    | Los Angeles, SUA   | 1   | 6,96 |

## Recorduri personale
| Probă                       | Performanță | Dată              | Locație   |
| --------------------------- | ----------- | ----------------- | --------- |
| Săritură în lungime         | 7,43 m RN   | 4 iunie 1983      | București |
| Săritură în lungime în sală | 6,94 m      | 19 februarie 1983 | București |